# Setagrotis congrua
Setagrotis congrua är en fjärilsart som beskrevs av Smith 1890. Setagrotis congrua ingår i släktet Setagrotis och familjen nattflyn. Inga underarter finns listade i Catalogue of Life.